# دیدیه سانتینی
دیدیه سانتینی (انگلیسی: Didier Santini؛ زادهٔ ۷ سپتامبر ۱۹۶۸) بازیکن فوتبال اهل فرانسه است.
از باشگاه‌هایی که در آن بازی کرده‌است می‌توان به باشگاه فوتبال المپیک مارسی، باشگاه فوتبال باستیا، باشگاه فوتبال لیل، و باشگاه فوتبال تولوز اشاره کرد.